# Cabalá Luriânica
Cabalá Luriânica é uma escola de cabalá com o nome do rabino judeu que à desenvolveu, Isaac Luria (1534–1572). A Cabalá Luriânica levou uma nova ideias ao pensamento Cabalístico que seus seguidores sintetizaram e leram, na Cabalá anterior do Zohar que havia se disseminado nos círculos Medievais.
A Cabala Luriânica descreve novas doutrinas das origens da Criação, e os conceitos de Olam HaTohu em hebraico:  עולם התהו e Olam HaTikun (em hebraico:  עולם התיקון), que representam dois estados espirituais arquetípicos de ser e consciência. Esses conceitos derivam da interpretação de Isaac Luria e de especulações míticas sobre referências no Zohar. O principal divulgador das ideias de Luria foi o rabino Hayyim ben Joseph Vital, da Calábria , que afirmou ser o intérprete oficial do sistema luriânico, embora alguns contestassem essa afirmação. Juntos, os ensinamentos compilados escritos pela escola de Luria após a sua morte são metaforicamente chamados de "Kitvei HaARI" (Escritos do ARI), embora divergissem em algumas interpretações centrais nas primeiras gerações.
Interpretações anteriores do Zohar haviam culminado no esquema racionalmente influenciado de Moses ben Jacob Cordovero em Safed , imediatamente antes da chegada de Luria. Ambos os sistemas de Cordovero e Luria deram à Cabala uma sistematização teológica para rivalizar com a antiga eminência da filosofia judaica medieval . Sob a influência do renascimento místico em Safed, do século XVI, o lurianismo tornou-se a teologia judaica convencional quase universal na era do início da era moderna, tanto nos círculos acadêmicos quanto na imaginação popular. O esquema luriânico, lido por seus seguidores como harmonioso e sucessivamente mais avançado que o Cordoveriano, na maior parte deslocada, tornando-se a base dos desenvolvimentos subsequentes no misticismo judaico. Depois do Isaac Luria, o Zohar foi interpretado em termos luriânicos e, posteriormente, os cabalistas esotéricos expandiram a teoria mística dentro do sistema luriânico. Os últimos movimentos Hassídicos e Mitnagdim divergiram sobre as implicações da Cabala luriânica e seu papel social no misticismo popular. Os Sabbateanos uma herética mística também derivar da fonte de Luriânica messiânica, mas distorce a interdependência cabalística de misticismo com Halacá observância judaica.

## A natureza do pensamento luriânico

### Pano de fundo
O traço característico do sistema teórico e meditativo de Luria é sua reformulação da hierarquia estática anterior de desdobramento dos desdobramento níveis Divinos , em um drama espiritual cósmico dinâmico de exílio e redenção. Através disso, essencialmente, tornaram-se duas versões históricas da tradição teórico-teosófica na Cabalá:
1. Cabala Medieval e o Zohar como foi inicialmente entendido (algumas vezes chamado de Cabalá Clássica), que recebeu sua sistematização por Moisés Cordovero imediatamente antes de Luria no período da Idade Moderna.
2. Cabala Luriânica , a base do misticismo judaico moderno, embora Luria e os cabalistas subsequentes vejam o luriânismo como não mais do que uma explicação do verdadeiro significado do Zohar.

#### Cabala Anterior
As doutrinas místicas da Cabala apareceram em círculos esotéricos no sul da França no século XII na (Provence - Languedoc), espalhando-se no século XIII até o Norte da Espanha ( Catalunha e outras regiões). O desenvolvimento místico culminou com a disseminação do Zohar a partir de 1305, o principal texto da Cabalá. A Cabalá Medieval incorporou motivos descritos como Neoplatônico ( reinos linearmente descendentes entre o Infinito e o finito), Gnósticos (no sentido de vários poderes manifestos da divindade singular, ao invés de deuses plurais) e Mítico (em contraste com o racional, como as primeiras doutrinas de reencarnação do judaísmo). Comentários subsequentes sobre o Zohar tentaram fornecer uma estrutura conceitual na qual suas imagens altamente simbólicas, ideias frouxamente associadas e ensinamentos aparentemente contraditórios poderiam ser unificados, compreendidos e organizados sistematicamente. Meir ben Ezekiel ibn Gabbai (nascido em 1480) foi um precursor nisso, mas Moisés Cordovero (1522-1570) nas suas obras enciclopédicas influentemente sistematizada no esquema da Cabalá medieval, apesar de não explicar algumas crenças clássicas importantes, como reencarnação. O esquema medieval-cordoveriano descreve em detalhe um processo linear e hierárquico em que a Criação finita evolui (Hishtalshelut) sequencialmente do Ser Infinito de Deus. Os sefirot (atributos Divinos) na Cabalá, atuam como forças discretas e autônomas no desdobramento funcional de cada nível da Criação, do potencial ao atual. O bem-estar do Reino Divino Superior, onde sefirot manifestar supremamente, é reciprocamente vinculados com o bem-estar do Reino Humano Mais baixo. os atos de Man, no final da cadeia, afetam a harmonia entre as sefirot nos mundos espirituais mais elevados. Mitzvot (observâncias judaicas) e ações virtuosas trazer a unidade acima , permitindo a unidade entre Deus e a Shekiná (Presença Divina) abaixo, abrindo o Fluxo da Vitalidade Divina em toda a criação. Pecado e atos egoístas introduzem ruptura e separação através da Criação. O Mal, causado através de ações humanas, é um estouro mal direcionado. Abaixo de Guevurá (Severidade) elevada.

#### A comunidade moderna de Safed

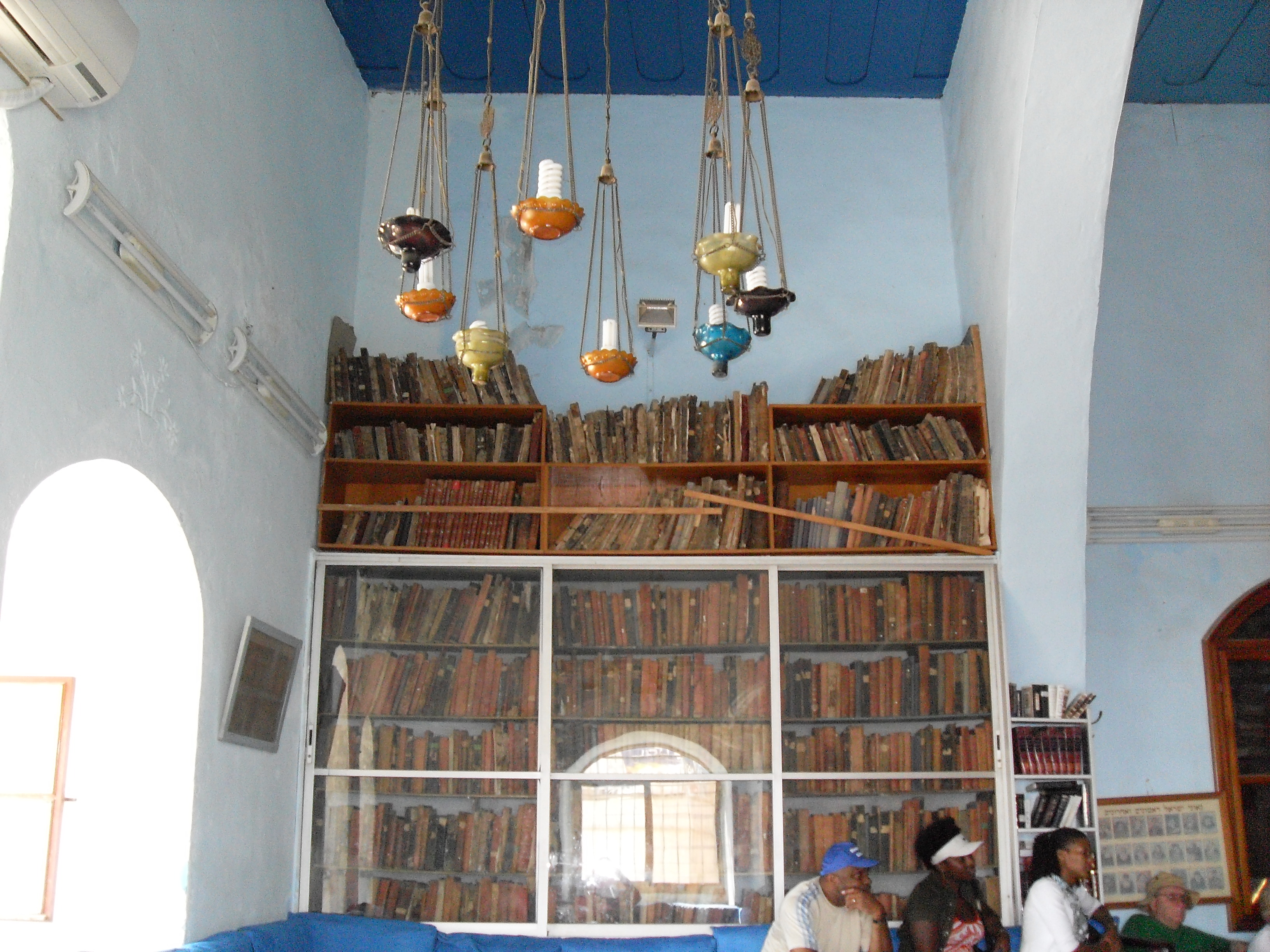
Yosef Karo synagogua em Safed.

O renascimento da Cabalá no século XVI na comunidade galileia de Safed, que incluía Yosef Karo, Moisés Alshich, Cordovero, Luria e outros, foi moldado por sua particular perspectiva espiritual e histórica. Depois da Expulsão de 1492 da Espanha, eles sentiram uma urgência e responsabilidade pessoal em nome do povo judeu para acelerar a redenção messiânica. Isso envolveu um estresse no parentesco próximo e nas práticas ascética o desenvolvimento de rituais com foco comunitário-messiânico. Os novos desenvolvimentos de Cordovero e Luria na sistematização da Cabala anterior, buscaram a disseminação mística para além dos círculos acadêmicos próximos aos quais a Cabalá havia sido anteriormente restrita. Eles sustentavam que a ampla publicação desses ensinamentos e práticas meditativas baseadas neles acelerariam a redenção para todo o povo judeu.

### O messianismo de Luria

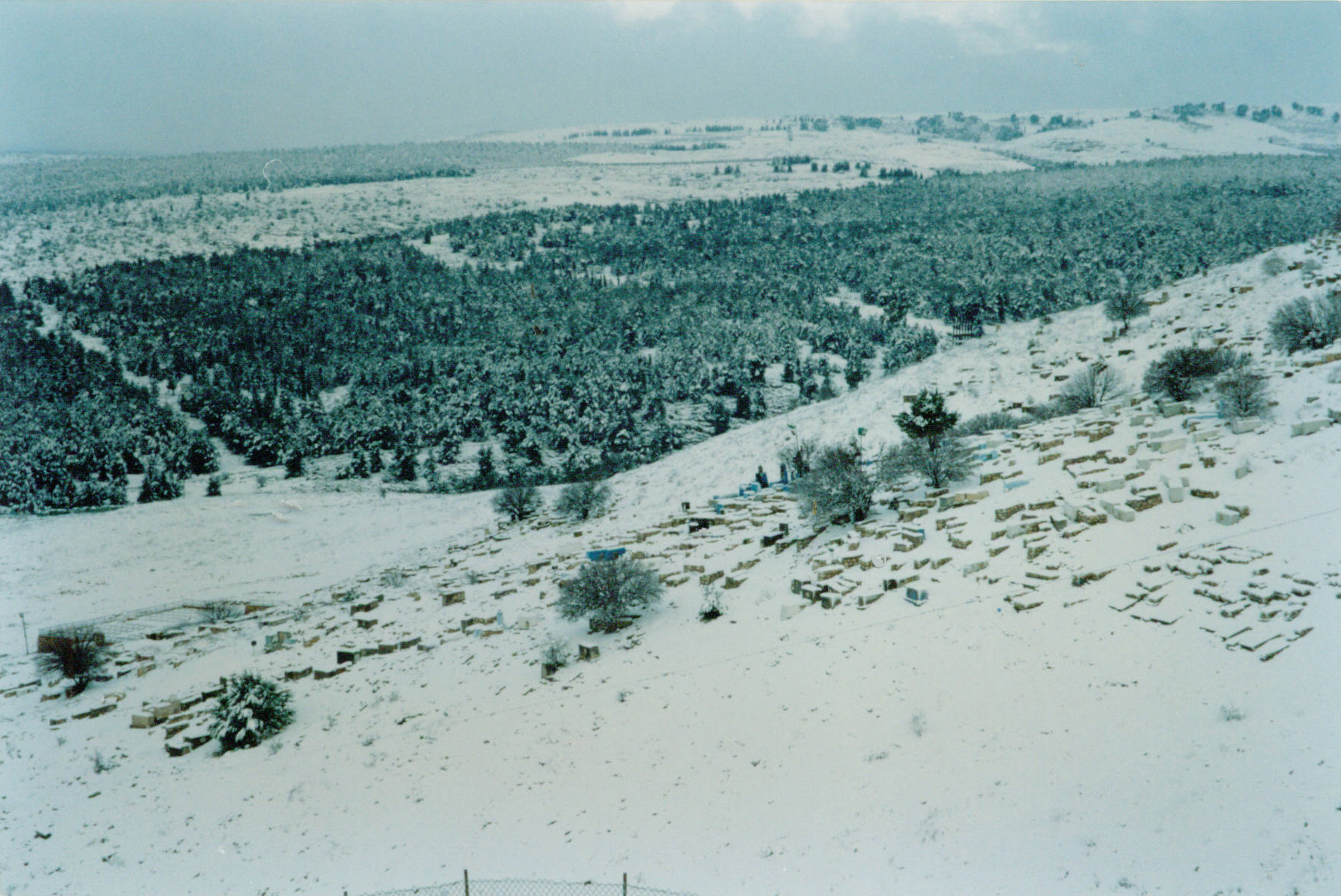
O antigo cemitério em Safed, onde suas proeminentes figuras místicas e legais do século XVI estão enterradas, incluindoYosef Karo, Shlomo Alkabetz, Moshe Alshich, Moshe Cordovero e o Ari. Após a Expulsão da Espanha o círculo de Safed tinha uma responsabilidade nacional Messiânica, espelhada no esquema Luriânico

Onde o objetivo messiânico permaneceu apenas periférico no esquema linear de Cordovero, o esquema teórico mais abrangente e as práticas meditativas de Luria explicaram o messianismo como sua dinâmica central, incorporando a diversidade completa dos conceitos cabalísticos anteriores como resultados de seus processos. Luria conceitua os Mundos Espirituais através de sua dimensão interna do exílio e da redenção divina. O mito luriânico trouxe à tona noções cabalísticas mais profundas: a teodiceia (origem primordial do mal) e o exílio da Shekiná (Presença Divina), a redenção escatológica , o papel cósmico de cada indivíduo e os assuntos históricos de Israel, o simbolismo da sexualidade nas manifestações Divinas superiores e na dinâmica inconsciente da alma. Luria deu articulações teosóficas esotéricas às questões mais fundamentais e teologicamente ousadas da existência.

#### Visões cabalistas
Cabalistas religiosos veem a abrangência mais profunda da teoria lurianica sendo devido à sua descrição e exploração de aspectos da Divindade, enraizados no Ein Sof , que transcendem o misticismo revelado, racionalmente apreendido descrito por Cordovero. O sistema da Cabalá Medieval é incorporado como parte de sua dinâmica mais ampla. Onde Cordovero descreveu os Sefirot (atributos Divinos) e os Quatro Reinos Espirituais , precedidos por Adam Kadmon , desdobrando sequencialmente do Ein Sof, Luria sondou a origem supra-racional destes Mundos dentro do Infinito. Isso revelou novas doutrinas do Tzimtzum Primordial (Retirada) e da Shevirá (quebra) e reconfiguração das sefirot. Na Cabalá, o que precedeu mais profundamente nas origens, também está refletido nas dimensões internas da Criação subsequente, de modo que Luria foi capaz de explicar o messianismo , os aspectos Divinos e a reencarnação , crenças Cabalísticas que permaneceram não-sistematizadas antecipadamente.
Cordovero e tentativas medievais de sistematização Cabalística, influenciadas pela filosofia judaica medieval , abordam a teoria Cabalística através do paradigma racionalmente concebido de Hishtalshelut ("Evolução" sequencial de níveis espirituais entre o Infinito e o Finito - os vasos / quadros externos de cada Mundo espiritual). Luria sistematiza a Cabalá como um processo dinâmico de Hitlabshut ("Enclausuramento" das almas superiores dentro dos vasos inferiores - as dimensões internas / da alma de cada mundo espiritual). Isso vê dimensões internas dentro de qualquer nível da Criação, cuja origem transcende o nível em que elas estão inseridas. O paradigma espiritual da Criação é Transformado em um processo dinâmico interacional na Divindade. As manifestações divinas envolvem-se umas às outras e estão sujeitas ao exílio e à redenção:

O conceito de hitlabshut ("enclausuramento") implica uma mudança radical de foco ao considerar a natureza da Criação. De acordo com essa perspectiva, a principal dinâmica da Criação não é evolucionária, mas sim interacional. Estratos superiores da realidade estão constantemente se alojando dentro de camadas mais baixas, como a alma dentro de um corpo, infundindo assim cada elemento da Criação com uma força interior que transcende sua própria posição dentro da hierarquia universal. Hitlabshut é muito mais uma dinâmica "biológica", representando a força vital que reside dentro da Criação; hishtalshelut, por outro lado, é "físico", preocupado com a energia condensada da "matéria" (vasos espirituais) e não com a força vital da alma.

Devido a esse paradigma mais profundo e mais interno, as novas doutrinas introduzidas por Luria explicam ensinamentos e passagens cabalísticas no Zohar que permaneceram superficialmente compreendidas e externamente descritas anteriormente. Conceitos aparentemente não relacionados tornam-se unificados como parte de um quadro abrangente e profundo. Os sistemistas cabalísticos anteriores a Luria, culminando com Cordovero, foram influenciados pelo Guia filosófico de Maimônides, em sua busca para decifrar o Zohar intelectualmente e unificar a sabedoria esotérica com a filosofia judaica. Na Cabalá, isso personifica o Neshamá nível mental da alma (Entendimento). Os ensinamentos de Luria desafiam a alma a ir além das limitações mentais. Embora apresentado em termos intelectuais, permanece uma doutrina supra-racional revelada, dando uma sensação de estar além do alcance intelectual. Isso corresponde ao nível da alma de Haya (vislumbre da Sabedoria), descrito como apreensão "tocar/não tocar".

#### Visões acadêmicas
No estudo acadêmico da Cabala, Gershom Scholem viu o luriânismo como uma resposta historicamente localizada ao trauma do exílio espanhol, uma mitificação plenamente expressa do judaísmo e um misticismo exclusivamente paradoxalmente messiânico, já que o misticismo fenomenologicamente envolve a retirada da comunidade. Na academia mais recente, Moshe Idel desafiou a influência histórica de Scholem no luriânismo, vendo-o como um desenvolvimento em evolução dentro dos fatores inerentes do misticismo judaico por si mesmo.

## Influência

### Na heresias místicas sabbateanas
A Cabalá Luriânica foi acusada por algumas pessoas de ser a causa da propagação do Sabatiano Messias Shabbatai Tzvi (1626–1676) e Jacob Frank (1726–1791), e suas heresias baseados Cabalisticamente. O renascimento místico do século XVI em Safed, liderado por Moshe Cordovero, Yosef Karo e Isaac Luria, fez do estudo cabalístico uma meta popular dos estudantes judeus, em certa medida competindo por atenção com o estudo talmúdico, enquanto capturava o domínio da imaginação pública. O Sabatianismo surgiu nessa atmosfera, juntamente com as opressões do Exílio, ao lado de genuínos círculos místicos tradicionais .
Enquanto o esquema de Isaac Luria enfatizava o papel democrático de cada pessoa em redimir as faíscas de santidade, alocando ao Messias apenas uma conclusão conclusiva no processo, o profeta Nathan de Gaza, de Shabbetai, interpretou seu papel messiânico como essencial para recuperar aquelas faíscas perdidas na impureza. Agora, a fé em seu papel messiânico, depois de se aposentar ao islamismo, tornou-se necessária, assim como a fé em suas ações antinomianas . Jacob Frank alegou ser uma reencarnação de Shabbatai Tzvi, enviada para recuperar faíscas através das ações mais anarquistas de seus seguidores, alegando que a quebra da Torá em sua era messiânica emergente era agora o seu cumprimento, o oposto da necessidade messiânica da Halacá. devoção por Luria e os Cabalistas. Em vez disso, para a elite dos cabalistas do século XVI de Safed, após a expulsão da Espanha, eles sentiram uma responsabilidade nacional pessoal, expressa através de seu renascimento místico, restrições asceta , fraternidade devotada e adesão estreita à prática judaica normativa.

### Influência na prática ritual e meditação de oração

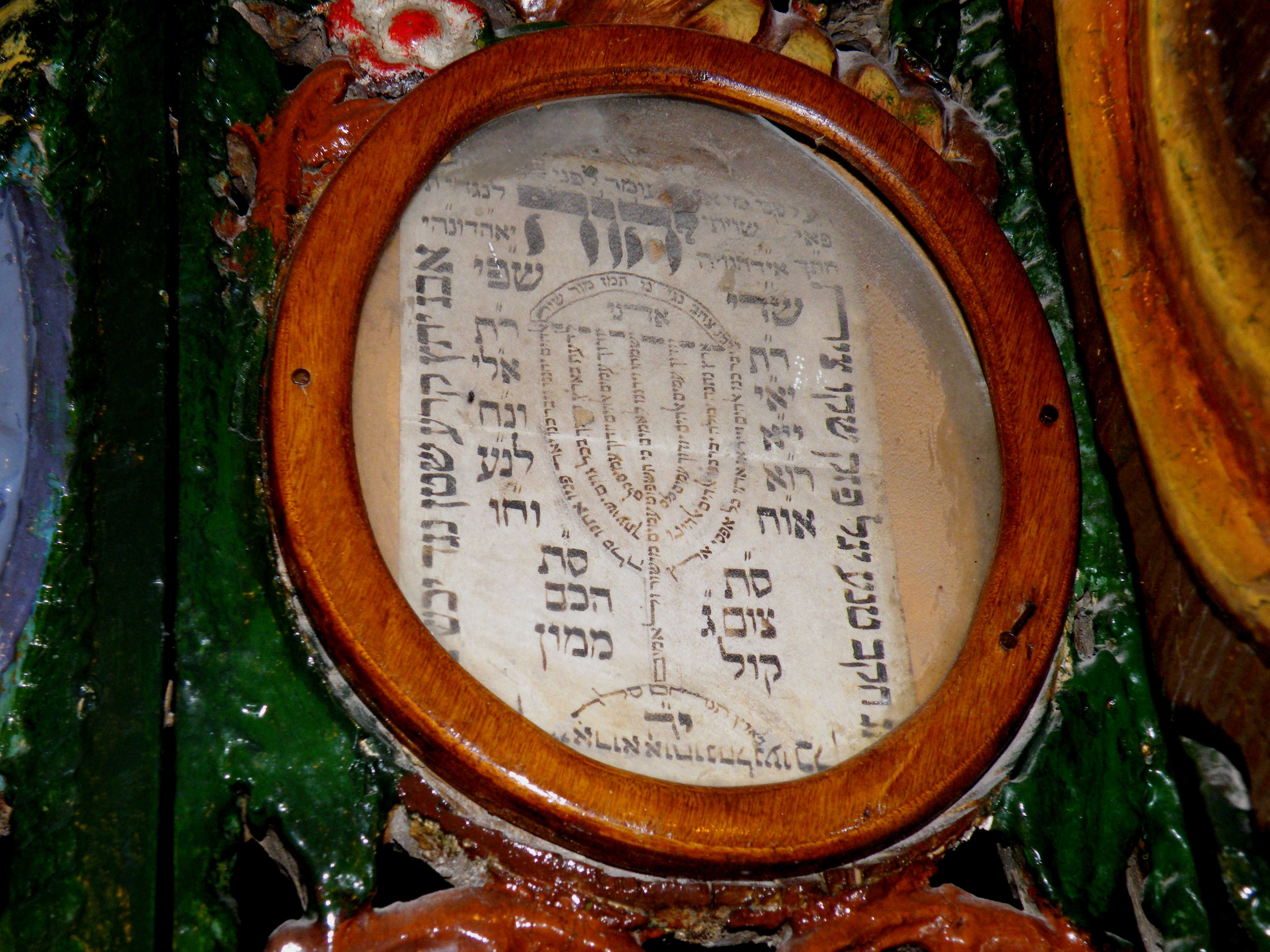
Carta cabalística de nomes divinos na sinagoga de Ari. O método tradicional de oração luriânica envolvia kavanot meditações em permutações específicas da letra Divina relacionadas a cada oração

A Cabala Luriânica continuou sendo a principal escola de misticismo no Judaísmo, e é uma influência importante sobre o Hassidismo e os cabalistas Sefarditas. De fato, apenas uma minoria dos místicos judeus de hoje pertence a outros ramos do pensamento no misticismo do Zoarismo. Alguns cabalistas judeus disseram que os seguidores de Shabbatai Tzvi evitavam fortemente os ensinamentos da Cabalá Luriânica porque seu sistema refutava suas noções. Por outro lado, os Shabbatianos usaram os conceitos Luriânicos de faíscas presas em impureza e almas puras sendo misturadas com o impuro para justificar algumas de suas ações antinomianas.
Luria introduziu seu sistema místico na observância religiosa. Todo mandamento tinha um significado místico particular. O Shabbat, com todas as suas cerimônias, era encarado como a personificação da Divindade na vida temporal, e cada cerimônia realizada naquele dia era considerada como tendo influência sobre o mundo superior. Cada palavra e sílaba das orações prescritas contêm nomes ocultos de Deus, sobre os quais se deve meditar devotamente enquanto recita. Novas cerimônias místicas foram ordenadas e codificadas sob o nome de Shulkhan Arukh HaARI (O "Código de Lei do Ari"). Além disso, um dos poucos escritos do próprio Luria compreende três hinos da tabela do Sábado com alusões místicas. Do hino da terceira refeição:

Vocês, príncipes do palácio, que anseiam por contemplar o esplendor de Zeir Anpin. 
Esteja presente nesta refeição em que o Rei deixa Sua marca 
Exulte, regozije-se nesta reunião junto com os anjos e todos os seres supernos 
Regozijem-se agora, neste momento mais propício, quando não há tristeza ... 
Eu, aqui, convido o Ancião dos Dias neste momento auspicioso, e a impureza será totalmente removida ...

De acordo com o costume de participar do estudo da Torá durante toda a noite no festival de Shavuot , Isaac Luria organizou um serviço especial para a vigília noturna de Shavuot, o Tikkun Leil Shavuot ("Retificação para a Noite de Shavuot"). É comumente recitado na sinagoga, com o Kaddish se o Tikkun é estudado em um grupo de dez. Depois disso, os Hasidim mergulham em um mikvá antes do amanhecer.

### Espiritualidade judaica moderna e opiniões dissidentes
As ideias do rabino Luria gozam de amplo reconhecimento entre os judeus de hoje. Tanto ortodoxos quanto Reformistas , Reconstrucionistas e membros de outros Grupos judeus frequentemente reconhecem uma obrigação moral de "reparar o mundo" (tikkun olam). Essa ideia baseia-se no ensinamento de Luria de que fragmentos de divindade permanecem contidos na criação material defeituosa e que os atos éticos e rituais dos justos ajudam a liberar essa energia. A teologia mística do Ari não exerce o mesmo nível de influência em todos os lugares, no entanto. As comunidades onde o pensamento de Luria tem menos influência incluem muitas comunidades ortodoxas alemãs e modernas, grupos que transportam tradições espanholas e portuguesas, um segmento considerável de judeus iemenitas de Baladi (ver Dor Daim) e outros grupos que seguem uma forma de judaísmo da Torá mais baseada em autoridades clássicas como Maimonides e os Geonim. Com seu projeto racionalista, o movimento de Ashkalá do século XIX e o estudo crítico do judaísmo descartaram a Cabalá. No século XX, Gershom Scholem iniciou o estudo acadêmico do misticismo judaico, utilizando metodologia histórica, mas reagindo contra o que ele via como seu dogma exclusivamente racionalista. Em vez disso, ele identificou o misticismo judaico como a corrente subjacente do pensamento judaico, periodicamente renovando o judaísmo com novo ímpeto místico ou messiânico. O respeito acadêmico do século XX da Cabalá, bem como um interesse mais amplo pela espiritualidade, reforça um renovado interesse cabalístico de denominações judaicas não-ortodoxas.no século XX. Isto é frequentemente expresso através da forma de incorporação hassídica da Cabalá, incorporada no Neo-Hassidismo e Renovação Judaica.

### Lurianismo tradicional contemporâneo

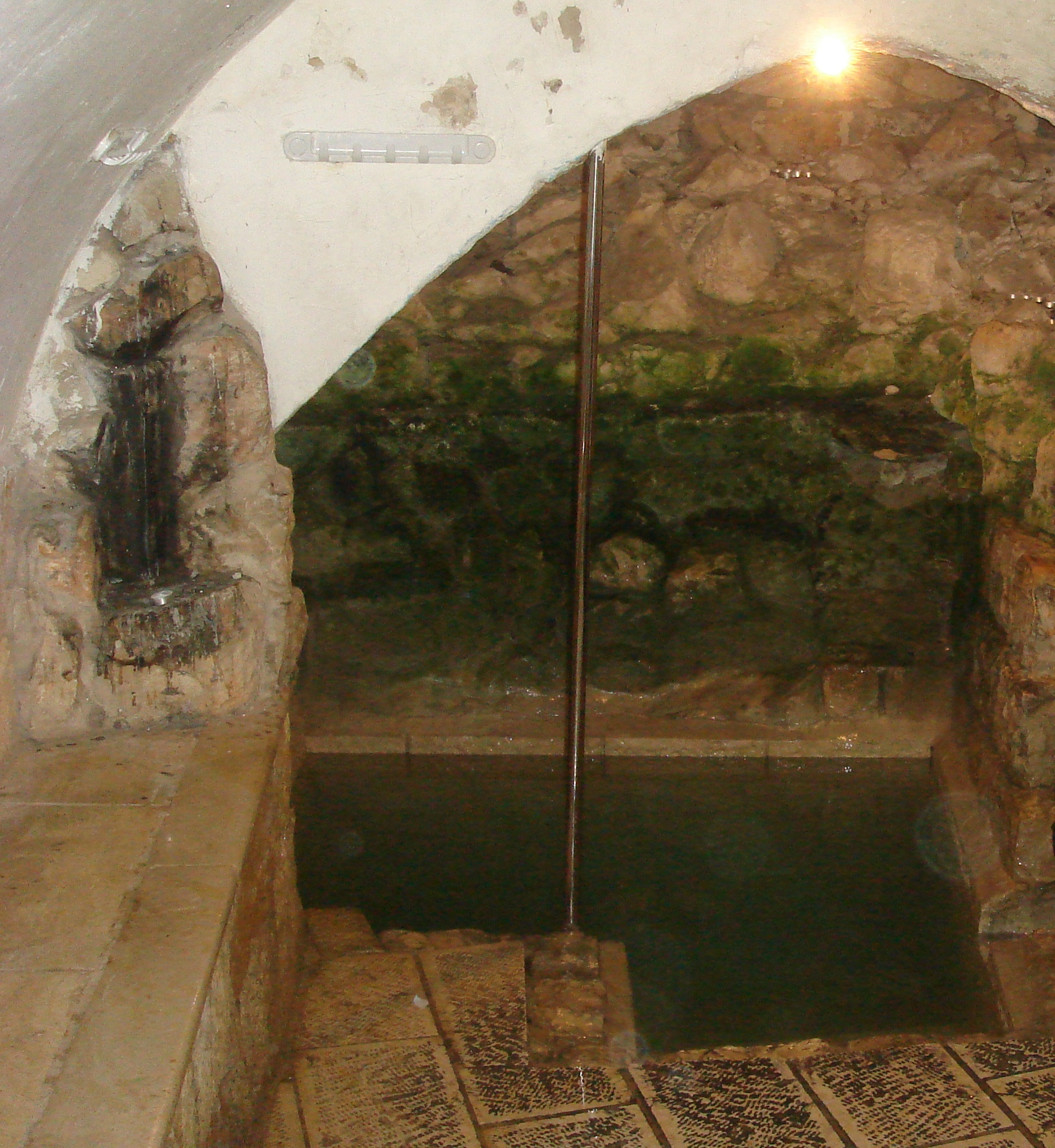
Mikvá de Isaac Luria na encosta abaixo Safed na Galileia, alimentado por uma fonte fria

O estudo do Kitvei Ha'Ari (escritos dos discípulos de Isaac Luria) continua em sua maioria hoje entre os círculos cabalísticos de forma tradicional e em seções do movimento hassídico. Mekubalim mizra'chim ( Cabalistas Sefarditas orientais ), seguindo a tradição de Haim Vital e o legado místico do Rashash (1720–1777, considerado pelos Cabalistas como a reencarnação do Ari), veem-se a si mesmos como herdeiros diretos e em continuidade com os cabalistas. Ensinamentos de Luria e esquema meditativo.
Os dois lados da cisma hassídicos-mitnagdim do século XVIII sustentaram a cosmovisão teológica da Cabalá Luriânica. É um equívoco ver a oposição rabínica ao judaísmo hassídico, pelo menos em sua origem formativa, como decorrente da adesão a Filosofia Judaica medieval. O líder da oposição mitnagdim rabínica ao reavivamento hassídico místico, o Vilna Gaon (1720–1797), esteve intimamente envolvido na Cabalá, seguindo a teoria lurianista, e produziu ele próprio a escrita cabalisticamente focalizada, enquanto criticava o racionalismo judaico medieval. Seu discípulo, Chaim Volozhin, o principal teórico do judaísmo mitnagdim, diferia do hassidismo sobre a interpretação prática do tzimtzum luriânico. Para todas as intenções, o judaísmo de oposição seguiu um estresse transcendente no tzimtzum , enquanto o hassidismo enfatizava a imanência de Deus. Essa diferença teórica levou o hassidismo ao foco místico popular além das restrições elitistas, ao mesmo tempo em que sustentava o enfoque mitnagdim no judaísmo talmúdico e não místico para todos, menos para a elite, com uma nova ênfase teórica no estudo da Torá talmúdica no movimento Yeshivá dos Judeus Lituanos.
O desenvolvimento judaico de maior escala baseado no ensino luriânico foi o Hassidismo, embora tenha adaptado a Cabalá ao seu próprio pensamento. Joseph Dan descreve a cisma hassídico-mitnágid como uma batalha entre duas concepções da cabalá luriânica. A cabalá da elite mitnagdim era essencialmente leal ao ensino e prática luriânica, enquanto o hassidismo introduzia novas ideias popularizadas, como a centralidade da imanência divina e Devekut para toda a atividade judaica, e o papel místico social da liderança hassídica Tzadik (Rebbe - Liderança hassídica).

### Interpretações literais e não literais do Tzimtzum
Nas décadas posteriores a Luria e no início do século XVIII, várias opiniões formaram-se entre os Cabalistas sobre o significado da auto-retirada divina do tzimtzum , quer devesse ser tomada literal ou simbolicamente. Emek HaMelekh, de Bacharach, tomou literalmente tzimtzum, enquanto Joseph Ergas (Shomer Emunim, 1736) e  Abraham Herrera sustentavam que o tzimtzum deveria ser entendido metaforicamente.

### Visões hassídicas e mitnagdicas do Tzimtzum
A questão do tzimtzum sustentou a nova popularização pública do misticismo incorporada no hassidismo do século XVIII . Sua doutrina central de quase- panenteística Divina Imanência, moldando diariamente Devekut (fervor) , enfatizou o estresse a maioria dos não-literal do tzimtzum . A articulação sistemática desta abordagem hassídica por Shneur Zalman de Liadi na segunda seção do Tanya , esboça um Ilusionismo Monístico da Criação a partir da perspectiva da Unidade Divina Superior. Para Schneur Zalman, o tzimtzum só afetou a aparente ocultação da Ohr Ein Sof . o Ein Sof e a Ohr Ein Sof, na verdade, permanece onipresente, este mundo anulado em sua fonte. Apenas, da perspectiva da Unidade Divina do Mundo Inferior, o tzimtzum dá a ilusão de aparente retirada. Na verdade, "Eu, o Eterno, não mudei" ( Malaquias 3: 6), pois interpretar o tzimtzum com qualquer tendência literal seria atribuir a falsa corporeidade a Deus.
Norman Lamm descreve a alternativa Hassídica - interpretações mitnagdim disto. O Chaim Volozhin, o principal teórico da oposição Mitnagdim Rabínica ao Hassidismo, o ilusionismo da Criação, surgindo de um tzimtzum metafórico é verdadeiro, mas não leva ao Panenteísmo, como teologia Mitnagdica enfatizou transcendência divina, onde o hassidismo enfatizou  imanência. Como é, a impressão geral inicial da Cabalá luriânica é de transcendência, implícita na noção de "tzimtzum". Em vez disso, para o pensamento hassídico, especialmente em sua sistematização Habad, a Essência Divina final Atzmut é expressa apenas em finitude, enfatizando a Imanência Hassídica. Norman Lamm vê os dois pensadores como sutis e sofisticados. Os Mitnagdim discordaram do panenteísmo, na oposição inicial do líder Mitnagdico, o Vilna Gaon vendo-o como herético. Chaim Volzhin, o principal aluno do Vilna Gaon, era ao mesmo tempo mais moderado, buscando terminar o conflito e, mais teologicamente, baseado em princípios em sua oposição à interpretação hassídica. Ele se opunha ao panenteísmo como teologia e prática, já que sua espiritualização mística do judaísmo substituía o aprendizado tradicional do Talmudismo, o que poderia inspirar o antinomiano obscurecimento da Halacá. Restrições da observância judaica, em busca de um misticismo para o povo comum.
Como Norman Lamm resume, para Schneur Zalman e Hassidismo, Deus se relaciona com o mundo como uma realidade, através de sua imanência. A imanência divina - a perspectiva humana, é pluralista, permitindo a popularização mística no mundo material, enquanto protege a Halacá. A Transcendência Divina - a perspectiva Divina, é Monista, anulando a Criação em ilusão. Para Chaim Volozhin e Mitnagdim, Deus se relaciona com o mundo como é através de sua transcendência. A imanência divina - o modo como Deus olha para a Criação física, é monista, anulando-a em ilusão. Transcendência Divina - o modo como o homem percebe e se relaciona com a Divindade é pluralista, permitindo que a Criação exista em seus próprios termos. Desta forma, ambos os pensadores e caminhos espirituais afirmam uma interpretação não-literal do tzimtzum mas a espiritualidade hassídica se concentra na proximidade de Deus, enquanto a espiritualidade mitnagdim se concentra no afastamento de Deus. Eles então configuram sua prática religiosa em torno dessa diferença teológica, o hassidismo colocando o fervor de Devekut como sua prática central, e o "Mitnagdismo" enfatizando ainda mais o estudo intelectual da Torá do Talmude como sua suprema atividade religiosa.